# Netzflüglerartige
Die Netzflüglerartigen (Neuropterida oder Neuropteroidea) sind eine Gruppe der Insekten (Insecta). Zu ihnen werden drei Ordnungen, die Kamelhalsfliegen (Raphidioptera), Großflügler (Megaloptera) und Netzflügler (Neuroptera) gezählt. Ihre taxonomische Stellung ist aber unklar. Einige Autoren sehen die Netzflüglerartigen als Ordnung und die drei zugehörigen Taxa als Unterordnungen an, andere bezeichnen sie als Überordnung. Zu den weltweit vorkommenden Netzflüglerartigen werden etwa 6500 Arten in 22 Familien gezählt, wobei die Netzflügler mit ca. 5.500 Arten den überwiegenden Teil ausmachen. Sie stellen die primitivsten Holometabolen Insekten dar und sind am nächsten mit den Käfern (Coleoptera) und Fächerflüglern (Strepsiptera) verwandt, die gemeinsam das Schwesterntaxon der Coleopteroida bilden.

## Merkmale

### Merkmale der Imagines

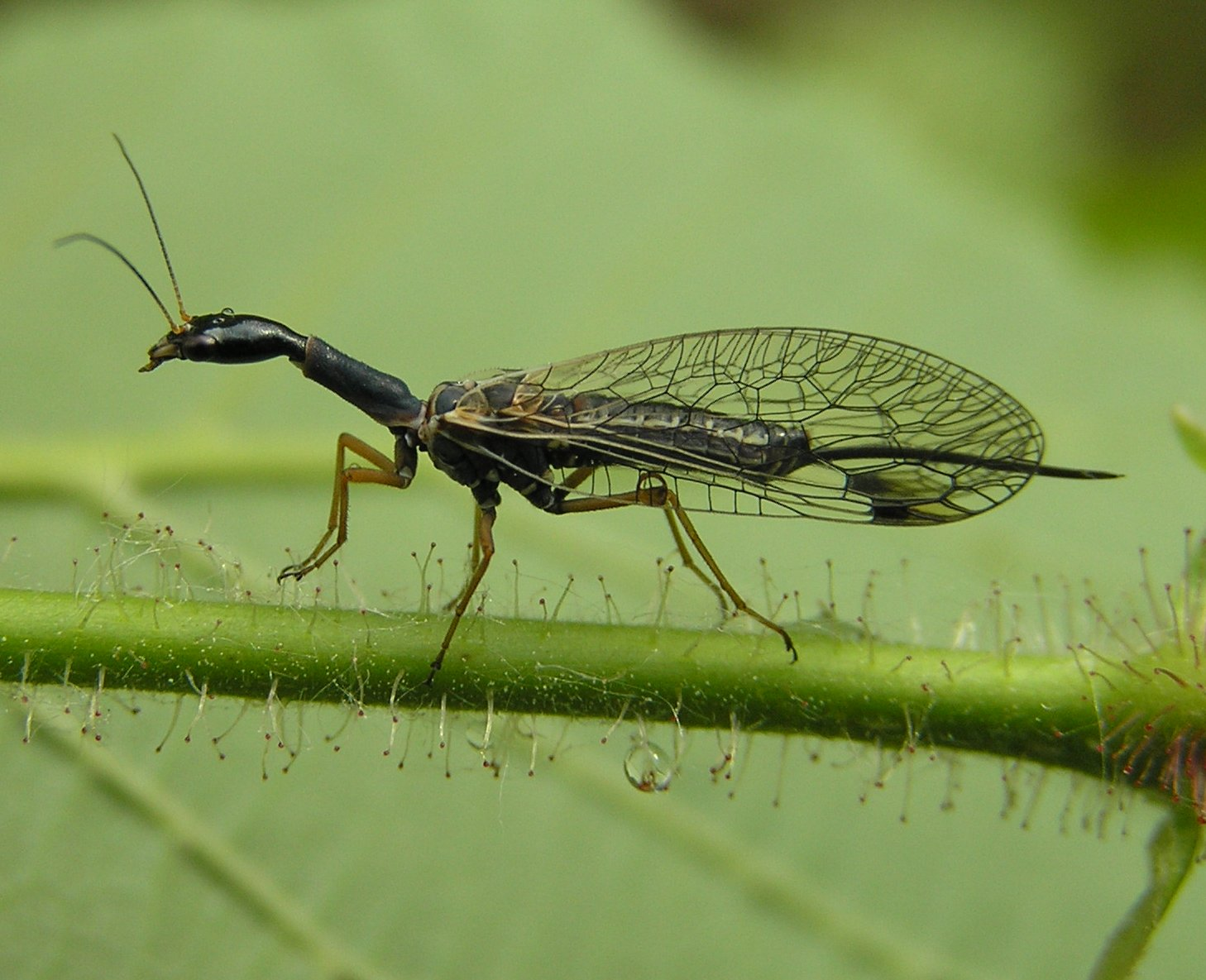
Dichrostigma flavipes

Die Tiere sind in ihrem Erscheinungsbild sehr unterschiedlich und variieren in ihrer Flügelspannweite von einigen wenigen bis 200 Millimeter. Die Vorder- und Hinterflügel sind bei den meisten Arten im Bau gleich. Bei den Schlammfliegen sind die Hinterflügel meist größer und bei den Fadenhaften (Nemopteridae) sind sie zu sehr langen und schmalen Fäden ausgezogen, die am Ende verbreitert sein können. Manche Arten haben reduzierte Flügel, es gibt aber nur sehr wenige, die gar keine haben. Einige Taghafte auf Hawaii, wie z. B. Nesothauma haleakale haben verhärtete Vorderflügel, die Deckflügeln der Käfer ähneln. Die überwiegende Zahl an Arten haben durchsichtige Flügel mit einer netzartigen Flügeladerung, nur bei wenigen Arten sind die Flügel bunt gefärbt, meist gefleckt. Nur wenige Arten weisen Augenflecken auf, wie z. B. Dendroleon pantherinus. Ihre Mundwerkzeuge sind beißend-kauend und in der Regel einfach gebaut. Bei manchen Arten, wie z. B. Acanthacorydalis oder Corydalus sind die Mandibeln aber bis zu 30 Millimeter lang. Ihre Facettenaugen sind groß und sitzen halbkugelförmig seitlich am Kopf. Bei manchen Schmetterlingshaften (Ascalaphidae) sind sie durch eine Naht quergeteilt. Punktaugen (Ocelli) sind nur bei den Raphidiidae, Corydalidae und fast allen Osmylidae vorhanden, bei den restlichen Familien fehlen sie. Die Fühler sind vielgliedrig, lang und fadenförmig. Bei den Schmetterlingshaften und Ameisenjungfern (Myrmeleontidae) sind sie am Ende keulenförmig verdickt, bei den Chauliodinae sind sie bei den Männchen gekämmt. Der Prothorax ist bei den Kamelhalsfliegen und bei den Fanghaften (Mantispidae) stark verlängert, bei letzteren setzen ihre Fangbeine direkt hinter dem Kopf, am Anfang des Prothorax an. Auch das erste Beinpaar der Rhachiberothidae und mehrerer Staubhafte (Coniopterygidae) ist ebenfalls zu Fangbeinen ausgebildet. Die übrigen Arten haben normal ausgebildete Insektenbeine, die jeweils an den drei Thoraxsegmenten ansetzen. Die Tarsen haben fünf Glieder und am Ende zwei Klauen, bei den Kamelhalsfliegen ist das dritte, bei den Sialidae das vierte Tarsenglied lappenförmig verbreitert. Das Abdomen hat 10 Segmente, bei denen die letzten zu Genitalapparaten modifiziert sind. Dies können z. B. Klammerorgane bei den Männchen oder lange Ovipositoren bei den Weibchen sein. 

### Merkmale der Larven

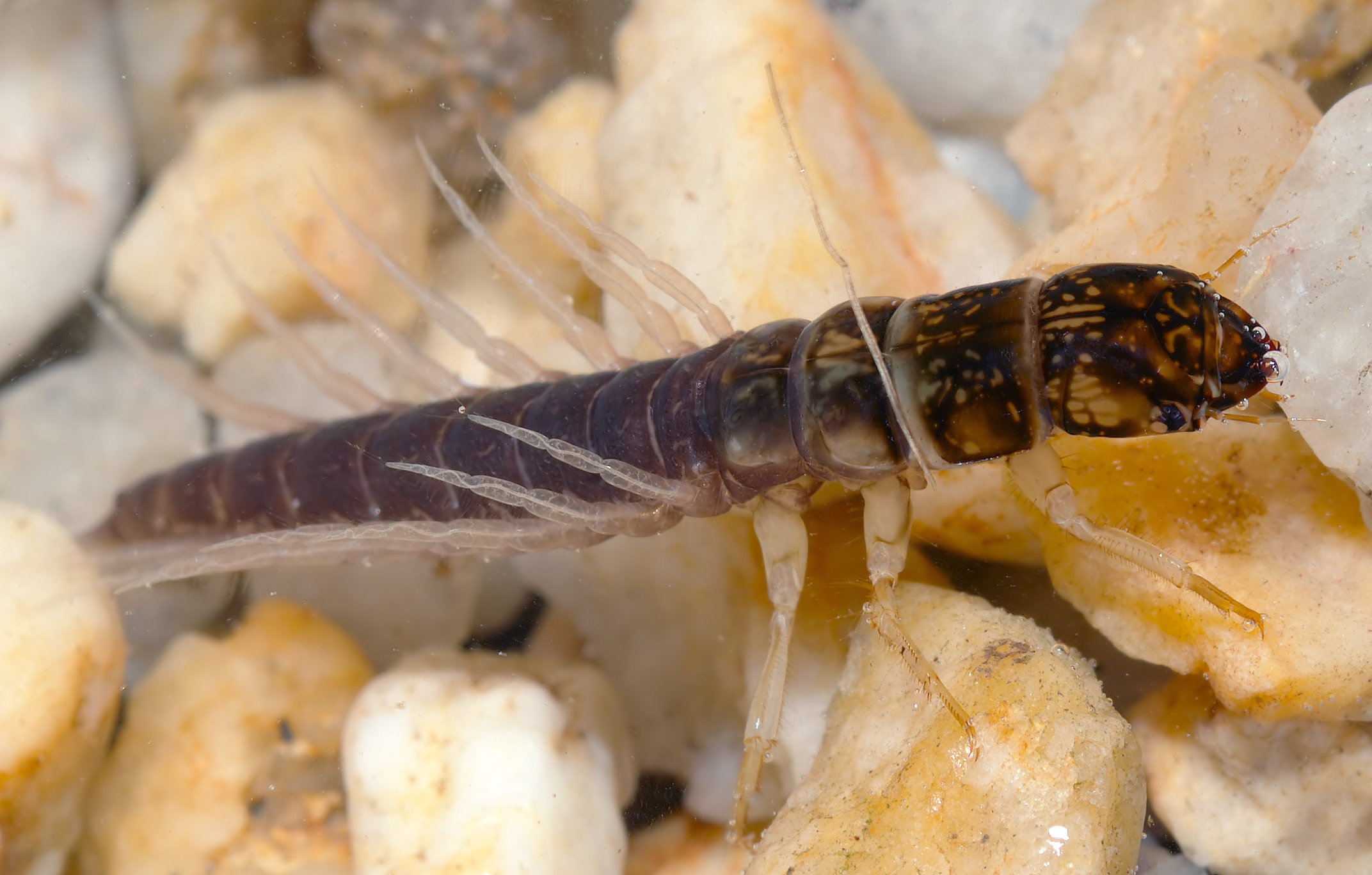
Larve der Gemeinen Wasserflorfliege (Sialis lutaria)

Die Larven der Kamelhalsfliegen und der Schlammfliegen haben wie auch die Imagines einfache, beißend-kauende Mundwerkzeuge. Die Netzflügler dagegen haben ein aus Mandibeln und Maxillen gebildetes Saugorgan, das aus zwei Kanälen besteht. Die meisten Arten haben auch zusätzlich einen Giftkanal. Der Thorax ist bei den meisten Arten breit, es gibt aber auch Arten, wie z. B. Crocinae, bei denen dieser sehr lang und schmal gebaut ist. Die Beine sind einfach gebaut, nur die Tarsen der Kamelhalsfliegen sind in zwei Teile gegliedert. Der Hinterleib ist langgestreckt bis gedrungen gebaut. Bei den im Wasser lebenden Larven der Großflügler und einiger Sisyridae kann man sieben oder acht gegliederte Tracheenkiemen am Hinterleib erkennen. Es gibt aber auch im Wasser lebende Arten (Nevrorthidae), die keine Kiemen haben. Viele Netzflüglerlarven, insbesondere die der Florfliegen (Chrysopidae), tragen am Hinterleib Häkchen, auf welche sie mit dem Kopf Nahrungsreste und andere Kleinteile werfen, um ihre Tarnung zu verbessern.

## Lebensweise
Die Imagines ernähren sich in den wenigen Tagen und Wochen, die ihr Leben dauert, je nach Art räuberisch von verschiedenen Gliederfüßern, manchmal auch zusätzlich von Pollen oder rein phytophag von Pollen, Pilzen und Algen. Unter den Räubern gibt es solche, die auf Beute lauern, wie die Fanghafte, oder solche, die ihre Opfer im Flug erbeuten, wie die Schmetterlingshafte. Die Sialidae nehmen praktisch keine Nahrung zu sich, sie fressen nur ein wenig an Nektar. 
Die Larven fast aller Arten leben räuberisch, manche fressen auch zusätzlich Pollen. Sie leben unter anderem an Rinde, auf Pflanzen, im Boden, Sand oder in Gewässern. Es gibt auch einige Arten, die als Parasitoiden leben. Bis sie ausgewachsen sind durchleben sie 10 bis 15 Larvenstadien, Netzflügler durchleben aber drei bis fünf Larvenstadien. Die Ameisenlöwen bauen charakteristische Trichter in den Sand, um vor allem Ameisen zu fangen. 

## Paarung und Entwicklung
Die Partner werden nicht nur durch verschiedene Pheromone, die durch Duftdrüsen am Thorax und Abdomen ausgesendet werden, sondern auch durch Vibrationen angelockt, die die Tiere auf den Untergrund bzw. Blätter und ähnliches übertragen. Über die verschiedenen Frequenzen die ausgesendet werden kann man z. B. habituell nur sehr schwer unterscheidbare Florfliegenarten unterscheiden. Die Eier werden entweder an Blätter, im Boden oder mit dem Ovipositor unter Rinde abgelegt. Die Eier von später im Wasser lebenden Larven werden an über Gewässer hängenden Zweigen gelegt, damit sich die Larven dann fallen lassen können. Abgelegt werden sie entweder einzeln oder in großen Gelegen von bis zu 3000 Stück. Die Fanghafte legen auch Gemeinschaftsgelege an, die bis zu 150.000 Eier enthalten können. Die Eier sind länglich, gekrümmt oder rund und hängen bei manchen Arten einzeln oder in Bündeln an langen, sehr dünnen Eistielen. Die Entwicklung der Larven verläuft sehr unterschiedlich lang. In Europa überwintern die meisten Arten ein bis drei Mal. Die Verpuppung findet mit Ausnahme der Nevrorthidae, die sich im Wasser in einem Kokon mit zwei Außenhüllen verpuppen, auch bei den restlichen im Wasser lebenden Larven an Land statt. Die Netzflügler verpuppen sich in einem Gespinst, Kamelhalsfliegen und Großflügler verpuppen sich ohne ein solches in kleinen Vertiefungen.

## Fossile Belege
Die ältesten bekannten Vertreter dieser Ordnung stammen aus dem Unteren Perm (sowohl Großflügler, als auch Kamelhalsfliegen und Netzflügler). Darüber hinaus sind Netzflügler als Larven und Imagines aus kreidezeitlichem und tertiärem Bernstein bekannt.